# メガスポーツ
株式会社メガスポーツ（英: Mega Sports Co., LTD）は、千葉県千葉市美浜区に本社を置き、スポーツ小売事業を中心に展開する日本の企業。『MEGASPORTS』、『CNS』、『OUTSIDE THE BOX』などのスポーツ用品店を全国に展開する。イオングループに属している。

## 概要
1995年8月に設立。1996年7月18日に名古屋のダイヤモンドシティ・ワンダーシティ（現：mozoワンダーシティ）内のワンダーシティ店を皮切りに、主にイオンモールやイオンショッピングセンターを中心に店舗を展開している。2001年より浦和レッズのオフィシャルスポンサーとなった。
当初はイオンが米スポーツオーソリティ社と合弁で株式会社メガスポーツを設立し（持ち株比率：イオン株式会社80.1%、米スポーツオーソリティ社19.9%）、ライセンス契約を結び、同社が日本の店舗を運営していた。
2016年3月にスポーツオーソリティ社が破産、同年8月にスポーツオーソリティ社との提携解消によりイオンの100%子会社化した後も「スポーツオーソリティ」の屋号のままで営業を継続してきたが、2025年8月に設立30周年を迎えるのを機に、同年2月1日付で商標と店舗ブランドを社名と同じ「メガスポーツ（MEGA SPORTS）」へ変更され、英字のコーポレートロゴも店舗ブランドロゴに合わせる形で変更・統一された。
2008年10月には中国に進出し、1号店となる北京国際商城店を出店。しかし、2014年11月に中国の店舗を全店閉鎖し、2016年2月に現地法人が清算された。

## 沿革
- 1995年（平成7年）

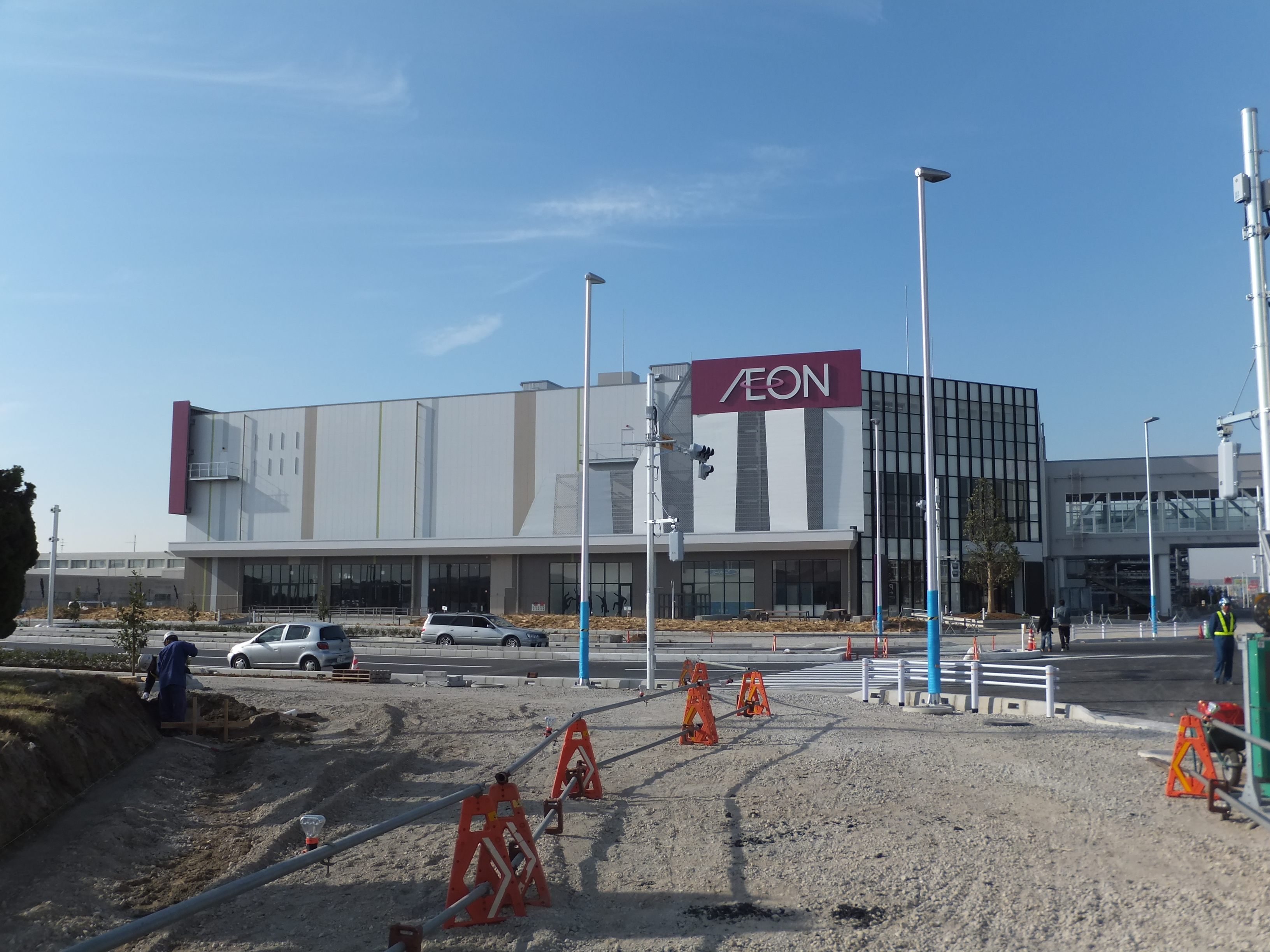
メガスポーツ 幕張新都心店

  - 8月 - 千葉市美浜区中瀬一丁目5番地1にジャスコ株式会社（現イオン株式会社）とThe Sports Authority Stores, inc.との合弁で株式会社メガスポーツ設立。
  - 8月 - The Sports Authority Stores, inc.とメガスポーツでライセンス契約を締結し、スポーツオーソリティブランドでの店舗展開を準備。
- 1996年（平成8年）
  - 7月 - メガスポーツ1号店となる「スポーツオーソリティワンダーシティ店」を名古屋市に出店。
- 2004年（平成16年）
  - 5月 - 本店を東京都中央区日本橋蠣殻町一丁目36番5号に移転。
  - 8月 - ISO14001認証取得。（登録番号：EC04J0194）（スポーツオーソリティ全店及び本社）
- 2006年（平成18年）
  - 2月 - オンラインショップを開設。
- 2008年（平成20年）
  - 8月 - アウトドア専門店の1号店となる「スポーツオーソリティ港北センター南店」を出店。（※2020年11月「スポーツオーソリティ アウトドアステージセンター南店」に屋号変更）
  - 10月 - 中国に進出。1号店となる「北京国際商城店」を出店。
- 2013年（平成25年）
  - 6月 - スニーカーを中心としたスポーツ×ファッションのセレクトショップ1号店「CORNERS SPORTSAUTHORITY MARK IS みなとみらい」を出店。
  - 12月 - 旗艦店となる体験・体感型スポーツ専門店「スポーツオーソリティ幕張新都心店」を出店。
- 2014年（平成26年）
  - 11月 - 中国に出店した店舗全店閉鎖完了。現地法人は2016年2月に清算結了。
- 2016年（平成28年）
  - 6月 - 本店を千葉市美浜区中瀬一丁目5番地1に移転。
- 2016年（平成28年）
  - 8月 - イオン株式会社とThe Sports Authority Stores, inc.の合弁契約解消。
  - 8月 - イオン株式会社の100％子会社となる。
- 2017年（平成29年）
  - 10月 - ライフスタイルを提案するセレクトショップ1号店「OUTSIDE THE BOX高崎オーパ」を出店。
- 2019年（平成31年・令和元年）
  - 1月 - プライバシーマーク認証取得。（登録番号：第10590137号）（全店及び本社）
  - 4月 - 株式会社ジーフットとの共同出資により、「イオンスポーツ商品調達株式会社」を設立。
  - 10月 - ライフスタイル、アウトドアスタイル、スポーツスタイル、それぞれのシーンを楽しむ人たちに向けた大型セレクトショップ1号店「スポーツオーソリティ アーバンステージ テラスモール松戸店」を出店。
- 2020年（令和2年）
  - 8月 - 創業25周年を迎え、「はじめる。いまから。ここから。」を25周年のミッションステートメントを作成。
- 2021年（令和3年）
  - 6月 - 「スポーツオーソリティ公式アプリ」をリリース。
  - 6月 - 会員特典プログラム 「スポーツマイル」を始動。
  - 6月 - キャンプ場運営事業を開始し、兵庫県三木市に「三木里脇もぎたてキャンプ場」を開場。
  - 11月 - メガスポーツ公式ホームページを刷新。
- 2022年（令和4年）
  - 3月 - 「健康経営優良法人（大規模法人部門）」に初認定。
  - 4月 - 本社オフィスを東京都江東区有明へ移転。
  - 10月 - スポーツ＆ウェルネスの商品提案・価値提案を行う総合ウェルネスサイト「KATION SPORTS＆WELLNESS」を開設。
- 2024年（令和6年）
  - 10月 - 本社オフィスを千葉県千葉市美浜区のイオンモール幕張新都心内に移転[1]。
- 2025年（令和7年）
  - 2月 - 「スポーツオーソリティ」を社名と同じ「メガスポーツ」に、「CORNERS SPORTSAUTHORITY」を「CNS」にそれぞれ変更され、英字のコーポレートロゴ（MEGA SPORTS）を店舗ブランドロゴに合わせる形で変更・統一。

## 店舗
2025年3月時点で、山形県・福島県・栃木県・山梨県・長野県・福井県・滋賀県・長崎県には出店していない。

### メガスポーツ(旧:スポーツオーソリティ)
大型総合スポーツ専門店。平均700坪クラスの店舗を北海道から沖縄まで全国に約100店舗を展開している。イオングループの強みを活かしイオンモールを中心に核となる専門店として出店している。他社と違い個店での出店はない。また近年アウトドアステージといったアウトドアに特化した店舗も出店している。前述したとおり、2025年2月1日付で店舗ブランドをスポーツオーソリティからメガスポーツへ変更された。

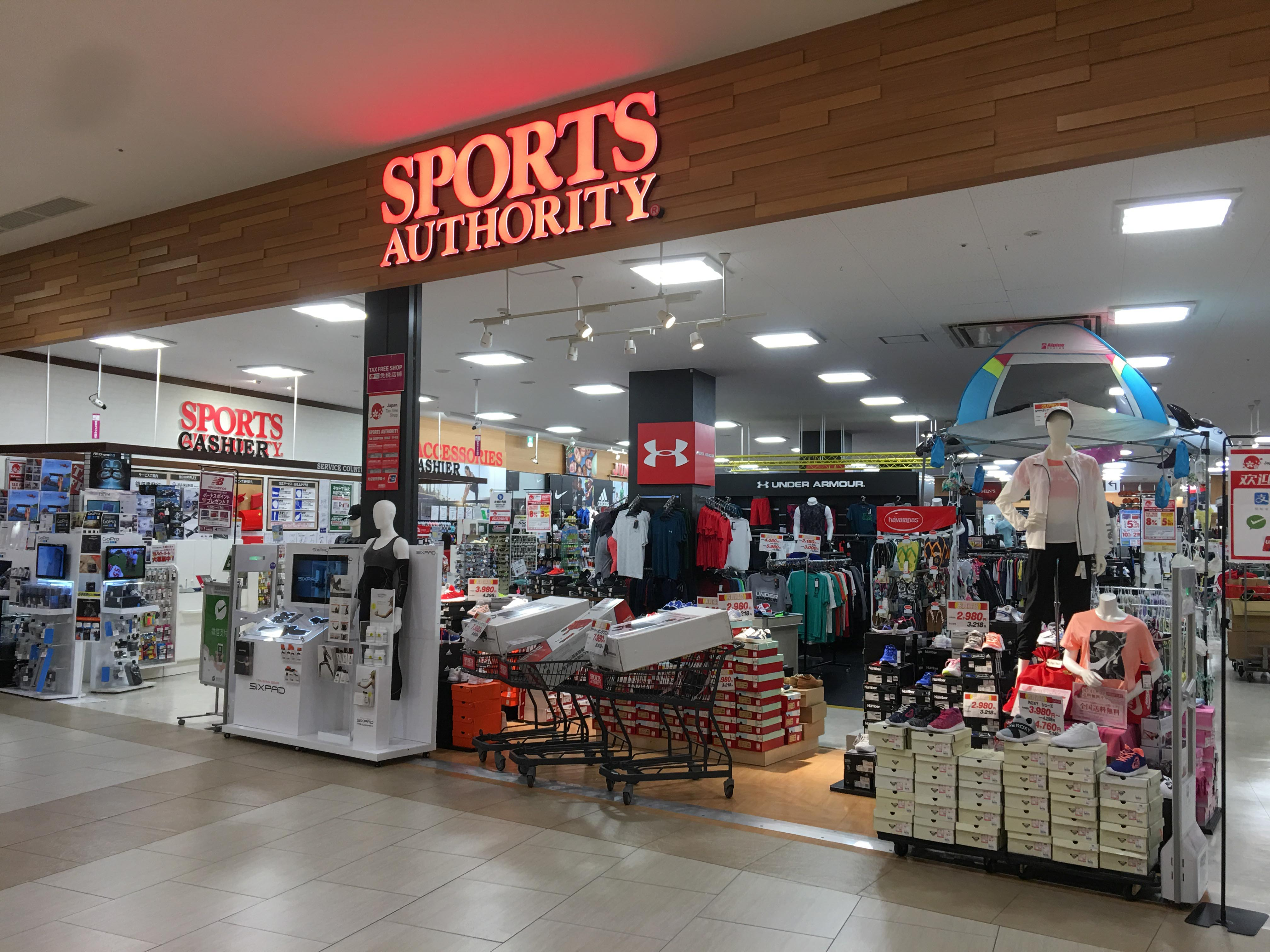
メガスポーツ 沖縄ライカム店
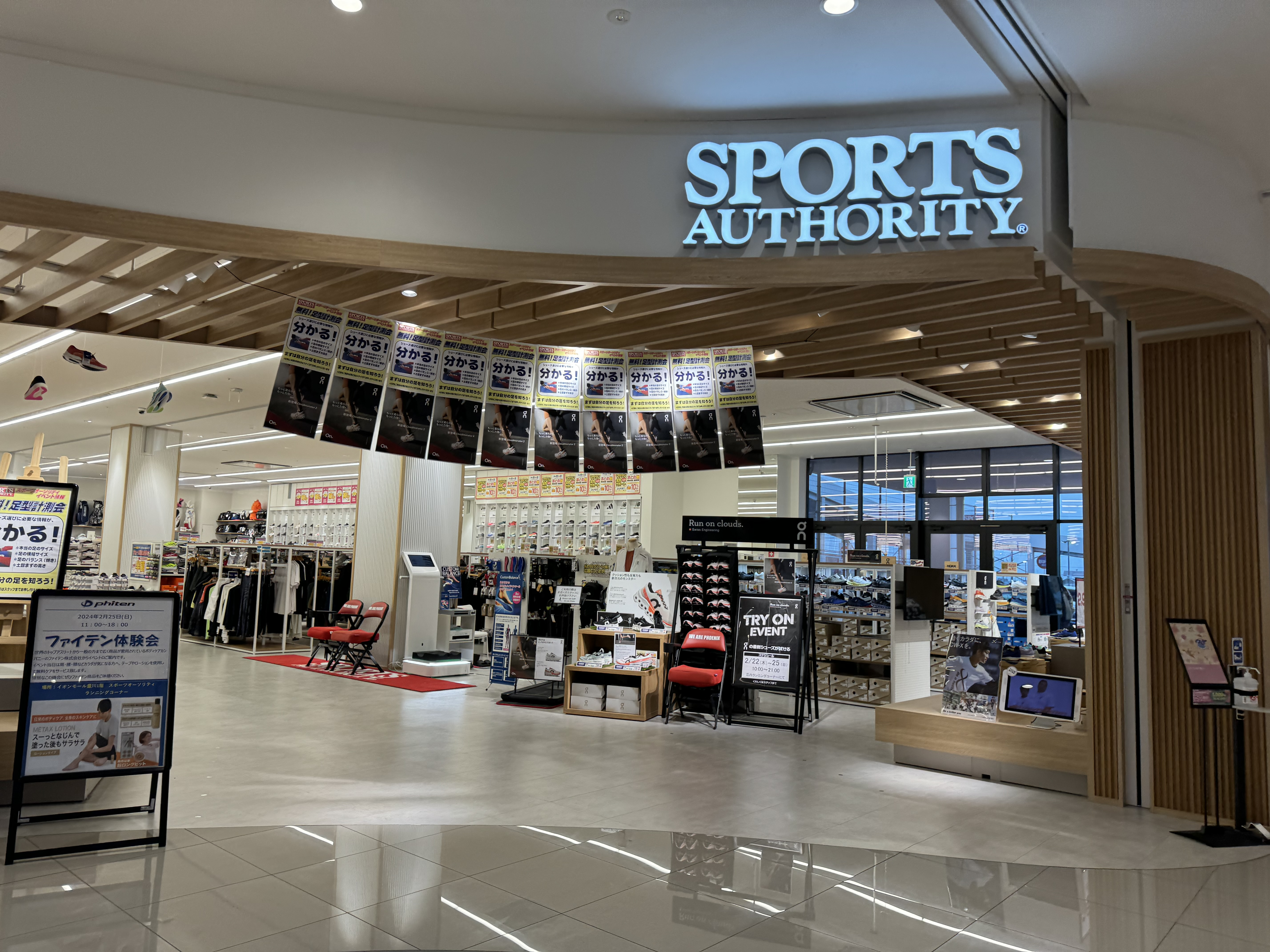
メガスポーツ 豊川店
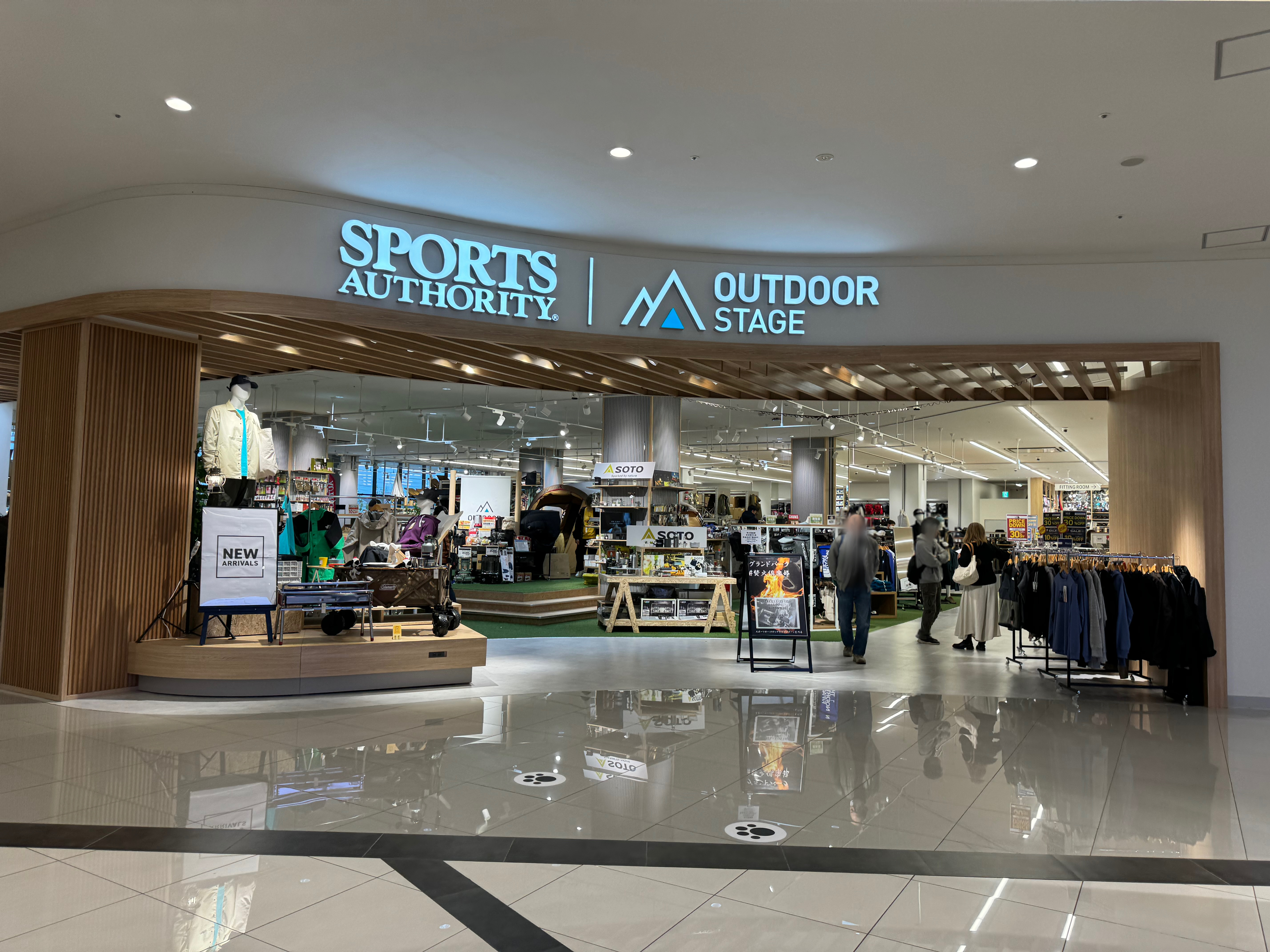
アウトドアステージ豊川店

### CNS(旧:CORNERS SPORTSAUTHORITY）
スポーツライフスタイルのカジュアル専門店。メガスポーツでは扱いのない、シューズやアパレルを多く扱っている。商品の棲み分けができてるため、メガスポーツが出店しているショッピングモールにも多く出店している。メガスポーツ同様に2025年2月1日付で店舗ブランドをCORNERS SPORTSAUTHORITYからCNSへ変更された。

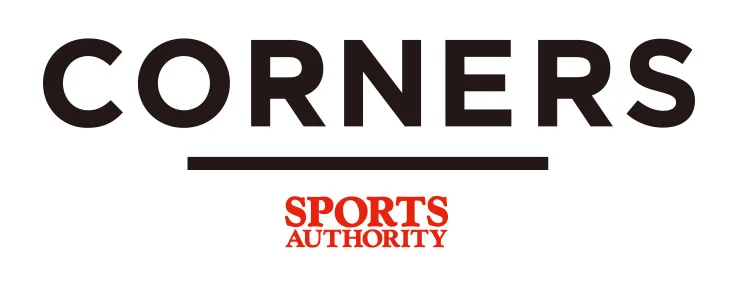
CORNERSのロゴ
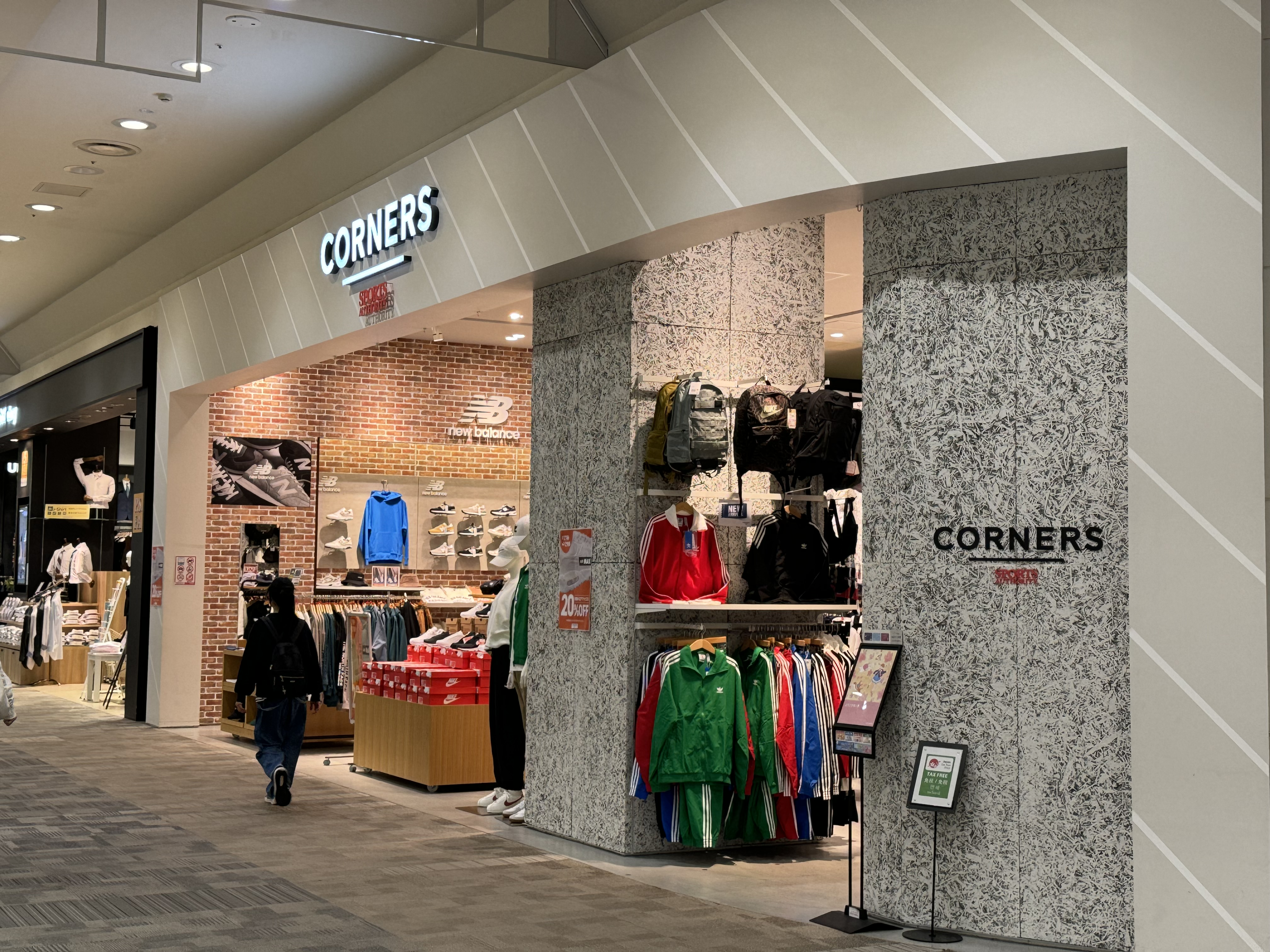
CNS 浜松志都呂店

### OUTSIDE THE BOX
アウトドアカジュアル専門店。近年流行しているノースフェイスなどのアウトドアブランドのアパレルやカジュアルシューズを中心に扱っている。

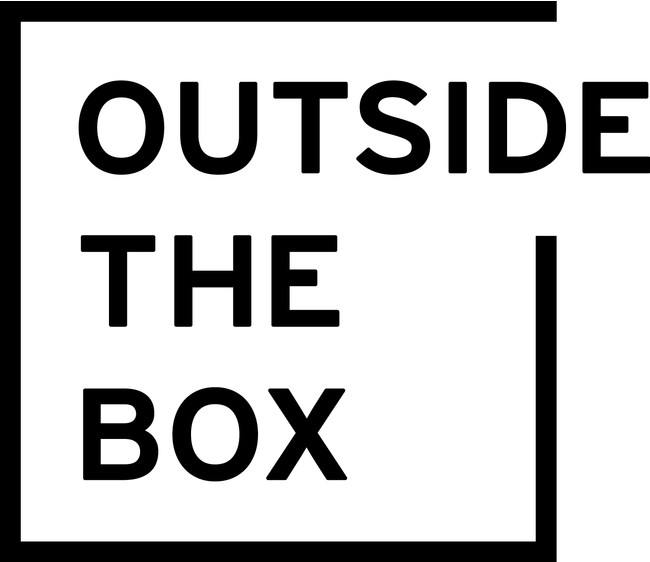
OUTSIDE THE BOXのロゴ

## ブランド
- TARAS BOULBA (タラスブルバ)

### 過去に存在したブランド
- Number
- R.C.N.B
- ATHFORM
- HEM Sports
- Alpine DESIGN
- sanideiz TOKYO
- KATION SPORTS＆WELLNESS
- LOTTO
- s.a.gear

## 会員システム
会員カード「スポーツオーソリティカード」は、イオンクレジットサービス（現:イオン銀行）が発行しており、ポイント蓄積や割引などの特典が得られる。また、「スポーツオーソリティカード」の子カードとして、イオンの電子マネー・WAONが利用できる「スポーツオーソリティWAONカードプラス」が用意されている。
2021年からはアプリのリリースを行いさらに会員取得、拡充を行なっている。
なお、前述した店舗ブランドの変更に伴って2025年1月以降「スポーツオーソリティカード」の特典やサービスが順次終了となり、イオンなどと同じ既存の「イオンカード」へ切り替わることとなった。

## 不祥事
2018年1月12日、販売するサッカーシューズ47商品に、実際には存在しない「平常価格」を併記し、通常より割安で購入できるかのように見せかけて販売したとして、景品表示法違反（有利誤認）で消費者庁から再発防止の措置命令を受けた。